# Буич, Ивица
Ивица Буич (сербохорв. Ivica Bujić / Ивица Бујић; 1913, Сисак — 28 августа 1942, Гойло) — югославский хорватский партизан времён Народно-освободительной войны, Народный герой Югославии.

## Биография
Родился в 1913 году в Сисаке. Работал на сталепрокатном заводе в молодости, член Коммунистической партии Югославии с 1936 года. Проходил срочную службу в Королевском военно-морском флоте Югославии. На фронте Народно-освободительной войны с 22 июня 1941: служил заместителем политрука в Банийской роте Сисакского партизанского отряда.
Погиб 28 августа 1942 в Гойло во время боя за нефтяную вышку, убит немецким пулемётчиком.
20 декабря 1951 посмертно указом Президиума Народной Скупщины ФНРЮ награждён Орденом и званием Народного героя Югославии.